# Без связи
«Без связи» (англ. Wireless) — десятисерийная драма режиссёра Зака Уэхтера, вышедшая в 2020 году. Главные роли исполнили Тай Шеридан, Лукас Гейдж, Франческа Рил, Мэйс Коронел, Сидни Парк и Энди Макдауэлл. Стивен Содерберг выступил, как исполнительный продюсер. Премьера сериала состоялась 13 сентября 2020 года на Quibi.

## Сюжет
Желая попасть на новогоднюю вечеринку своего приятеля и попытаться восстановить отношения с бывшей девушкой, студент Энди Брэддок без спроса берет машину покойного отца, отправившись в путь по крутой скалистой дороге. Из-за аварии на шоссе, произошедшей в разгар снежной бури, он вынужден съехать на малознакомую объездную дорогу, продолжая непрерывно переписываться по телефону с друзьями и мамой, начинающей бить тревогу. Вскоре по невнимательности главный герой врезается в сугроб, безнадежно застревает на обочине, а его единственной надеждой на спасение становится мобильный телефон, быстро разряжающийся на морозе.

## В ролях
- Тай Шеридан — Эндрю «Энди» Брэддок
- Лукас Гейдж — Джейк
- Франческа Рил — Дана
- Мэйс Коронел — Лайонел Брэддок
- Сидни Парк — Шэннон / «Келли»
- Энди Макдауэлл — Элейн Брэддок
- Эрик Дэйн — офицер T.K. Кёршнер
- Фрой Гутьеррас — Брэд Карнеги

## Производство

### Разработка
В ноябре 2019 года, стало известно, что Тай Шеридан присоединился к актёрскому составу сериала, где Стивен Содерберг является исполнительным продюсером, а компания Quibi займётся прокатом сериала.

### В ролях
В декабре 2019 года, Энди МакДауэлл, Лукас Гейдж, Франческа Рил и Мэйс Коронел также присоединились к актёрскому составу сериала.